# Panomya granulata
Panomya granulata är en musselart. Panomya granulata ingår i släktet Panomya och familjen Hiatellidae. Inga underarter finns listade i Catalogue of Life.